# Ольхова Ольга
Ольга Ольхова (справжнє ім'я Сухомлин Ольга Юріївна, нар. 11 вересня 1983 в м. Луцьк) — українська поетеса, критик, членкиня Національної спілки письменників України.

## Життєпис
Сухомлин Ольга Юріївна народилась 11 вересня 1983 року у місті Луцьк. Онука О. Ольхової. У 2006 році закінчила Інститут журналістики Київського національного університету імені Т. Г. Шевченка. З 2010 року працює в цьому ж навчальному закладі. Журналістка, літературна редакторка, кандидатка наук із соціальних комунікацій, доцентка кафедри кіно-, телемистецтва КНУ імені Тараса Шевченка, керівниця відділення суспільних комунікацій Київської малої академії наук, доцент кафедри кіно-, телемистецтва. Від 2018 року Ольга Ольхова очолює відділення суспільних комунікацій Київської Малої АН.

## Досягнення
- 2009 рік — кандидат наук із соціальних комунікацій
- 2008 рік — членкиня [[Національна спілка письменників УкраїниНаціональної спілки письменників України.
- Третя поетична збірка «Русла зап'ясть» відзначена в короткому списку Книжкового Арсеналу 2021 року в конкурсі «Best Book Design», представляла Україну на Міжнародних книжкових виставках у Франкфурті (Німеччина), Лозанні (Швейцарія), Інсбруці (Австрія)

## Творчість
Ольга Ольхова — авторка низки поетичних добірок, критичних статей у періодиці та літературних альманахах. Ольхова підготувала наукові розвідки у галузі суспільних комунікацій, журналістської творчості. Вірші поетеси наповнені ліризмом, вирізняються складною метафорикою, строгою формою. Головні теми віршів — стосунки між людьми, почуття, сприйняття буття та інтимна лірика.
Твори перекладені білоруською, литовською, грузинською, англійською мовами
- 2005 рік — «Керамічна совість»;
- 2007 рік — «Брунькуються громи»;
- 2012 рік — «Високосна весна»;
- 2020 рік — «Русла зап'ясть»